# Friedenskirche (Küsten)
Koordinaten: 52° 58′ 35,2″ N, 11° 3′ 54,8″ O

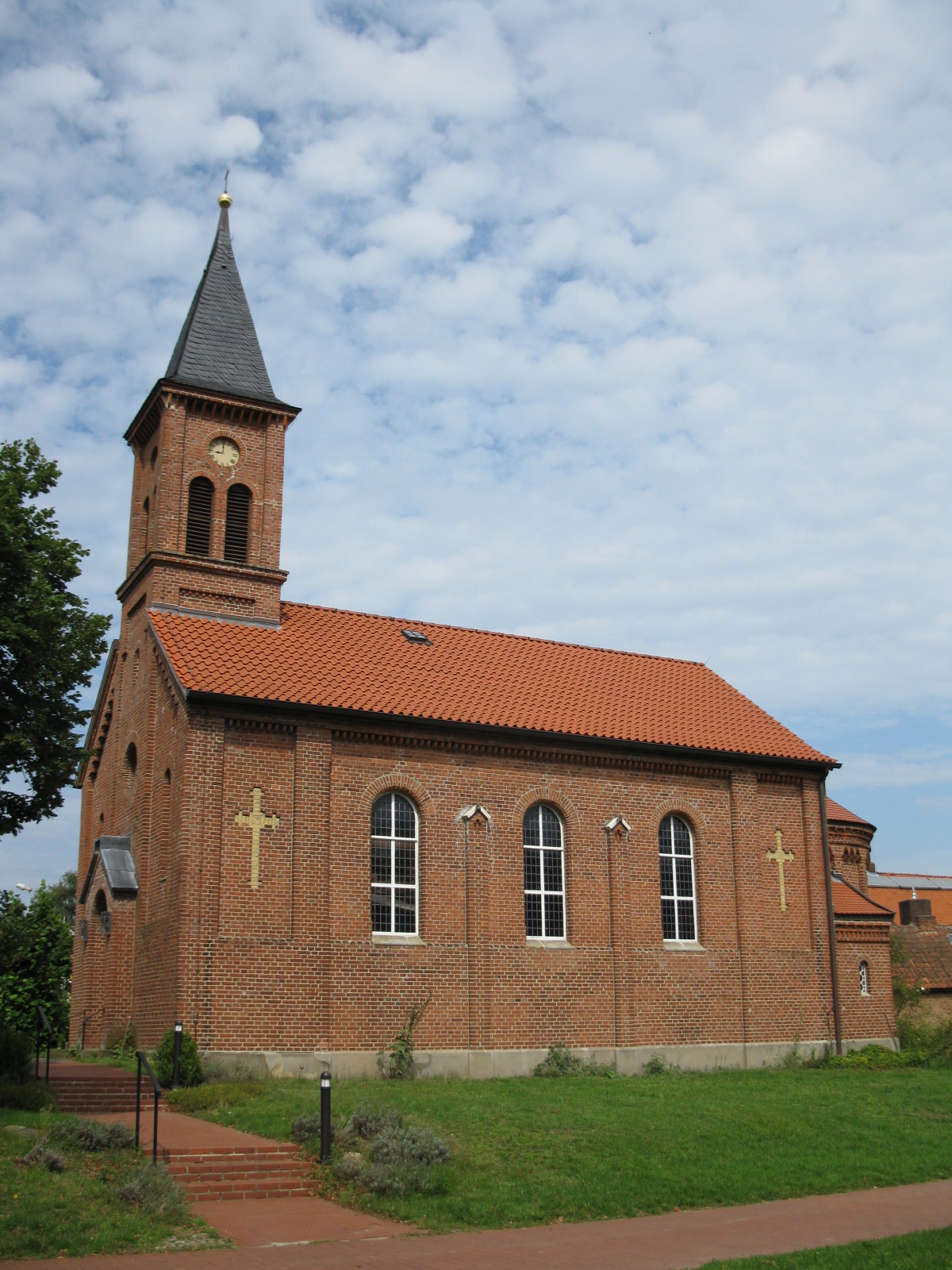
Südseite der Friedenskirche Küsten, Ansicht vom Kirchplatz

Die evangelisch-lutherische Friedenskirche ist eine neogotische Kirche in Küsten im Kirchenkreis Lüchow-Dannenberg der Landeskirche Hannover.

## Lage
Die Kirche steht – typisch für Kirchen im Wendland – abseits der Hauptstraße am Eingang zum Rundling und ist Teil des Kirchplatzes mit Gemeindehaus, Kindergarten und Pfarrhaus.

## Geschichte
1375 wird die Kirche erstmals urkundlich erwähnt.  In Küsten besteht seit dem Mittelalter bereits mit Meuchefitz zusammen ein gemeinsames Pfarramt. Die Kirche steht da bereits am Eingang zum Rundling, während das Pfarrhaus noch im Rundling ist. Die Pfarrstelle ist zur Versorgung des Pastors mit einer Vollhufe ausgestattet. 1528 wird in der Region die Reformation umgesetzt. Im Lüneburger Pfründenregister von 1534 ist für Küsten als erster evangelischer Pastor Jürgen Pegelow vermerkt. 1548 baut die Gemeinde ein neues Pfarrhaus neben der Kirche am Eingang zum Rundling. Der Pfarrer zieht damit aus dem Rundling an die Stelle, wo heute das Gemeindehaus steht. In den Jahren vor 1639 brennen Kirche und Pfarrhaus ab; die Pfarrstelle ist während des Dreißigjährigen Krieges meistens verwaist und wird bis 1651 vom Pfarramt Zebelin versehen. 1851 fällt die Glocke im Turm herunter. Bereits im Jahr darauf wird in Linden von der Glockengießerei Friedrich Dreyer eine neue Glocke gegossen. Die heutige Kirche ersetzt 1865 eine baufällige Feldsteinkirche mit Holzturm. Der Neubau wird vom hannoverschen König Georg V. finanziert. 1968 erhält die Kirche an Stelle des Harmoniums eine Orgel.
Der Innenraum der Friedenskirche wurde 1998 nach einem Entwurf des Künstlers Jürgen Goertz renoviert. Die Kirche beteiligt sich an den Initiativen „Verlässlich geöffnete Kirche“  und „Radwegekirche“. Sie ist in den Monaten von April bis Oktober täglich geöffnet.

## Architektur und Ausstattung
Die Friedenskirche ist eine einschiffige neugotische Backsteinkirche mit halbrunder Apsis. Mehrere Veränderungen wurden innen und außen vorgenommen, wobei die Kirche von fast allen neugotischen Stilelementen befreit wurde. Die Turmuhr ist nur aufgemalt. Die Glocke läutet dreimal am Tag zum Gebetsläuten. Die Innenausstattung stammt größtenteils von dem Künstler Jürgen Goertz, der in Küsten aufwuchs.

### Chorraum

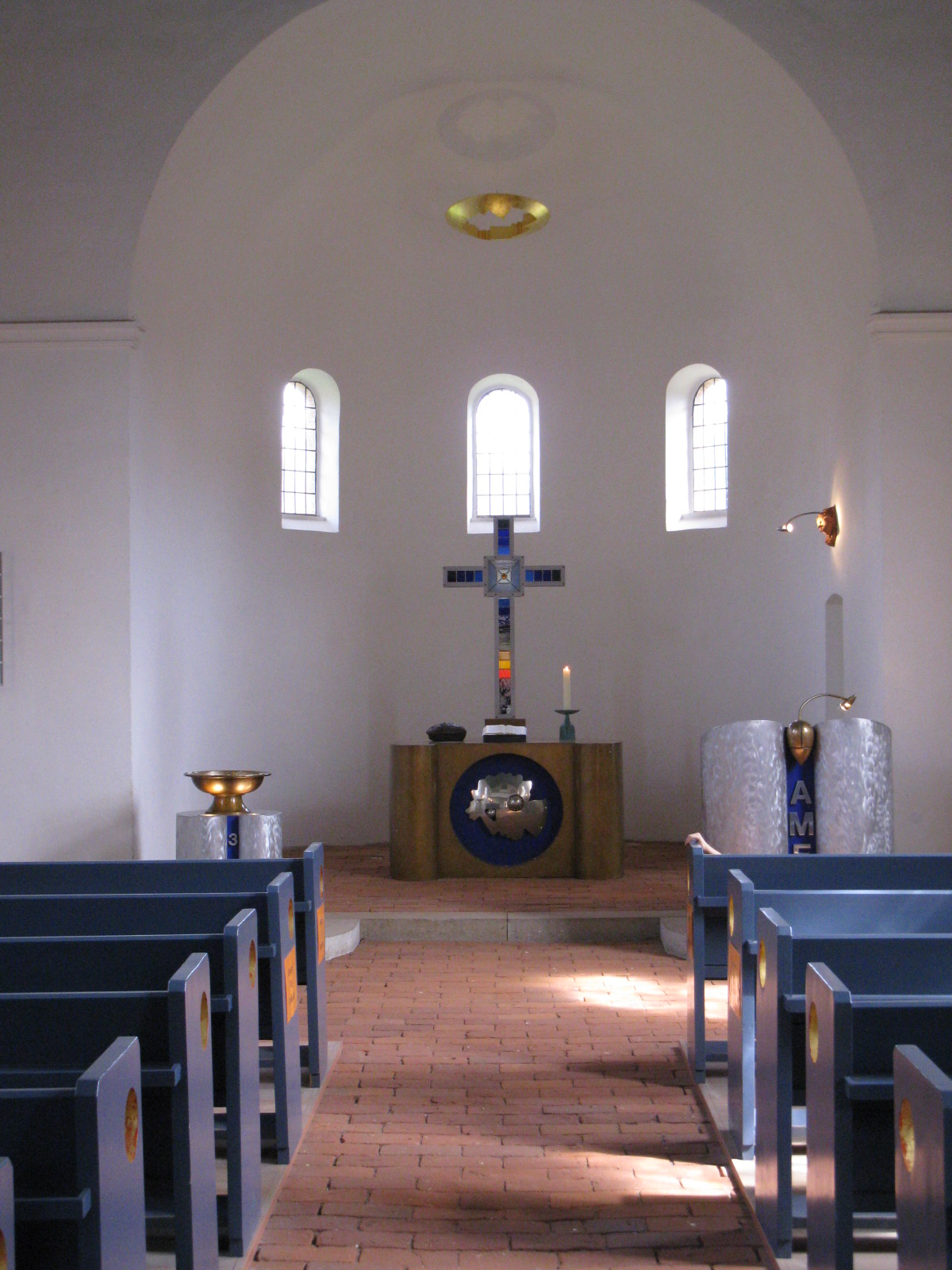
Chorraum mit Altar, Kanzel und Taufe

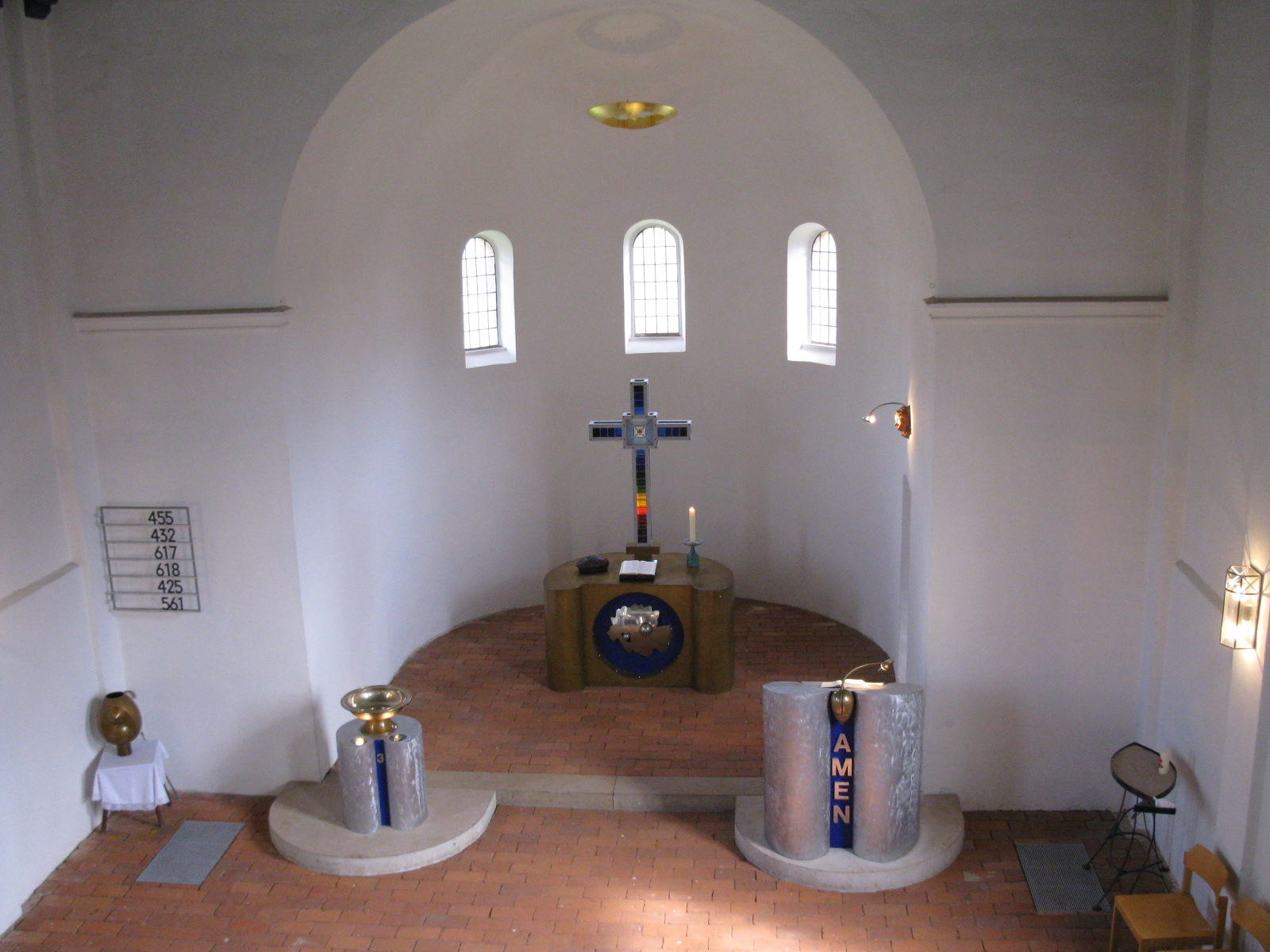
Blick von der Orgelempore auf den Chorraum mit Altar, Kanzel und Taufe

Im Mittelpunkt des Chorraum steht das bleiverglaste regenbogenfarbene Kreuz auf dem Altar.
Das Ensemble für den Chorraum enthält drei Elemente: den Altar, die Kanzel und einen Sockel für das Taufbecken bzw. eine Vase. Alle Teile bestehen aus Metall: der Altar aus Bronze, die Kanzel und der Sockel aus gebürstetem Aluminium, das Taufbecken und die Vase aus patinierter Bronze.
Im Zentrum steht der Altar, an dessen Vorderseite sich ein auf dunkelblauem Rund nach unten blickendes Christusbildnis befindet. Das Brot links vom Kreuz ist in Eisen gegossen. Zwölf Scheiben sind angeschnitten. Der umgedrehte Kelch aus Bronze dient als Kerzenständer.
Blickpunkt ist das Kreuz aus bleiverglastem Buntglas. Farben und Form verbinden den Regenbogen (als Zeichen für den ersten Bund Gottes mit den Menschen) und das Kreuz (als Zeichen für den neuen Bund). Die Form des Kreuzes stimmt mit den vier außen an der Kirche eingelassenen gelben Steinkreuzen überein. Über dem Kreuz schwebt eine kreisrunde vergoldete Scheibe, in der die Umrisse des Christuskopfes unten am Altar ausgeschnitten sind.

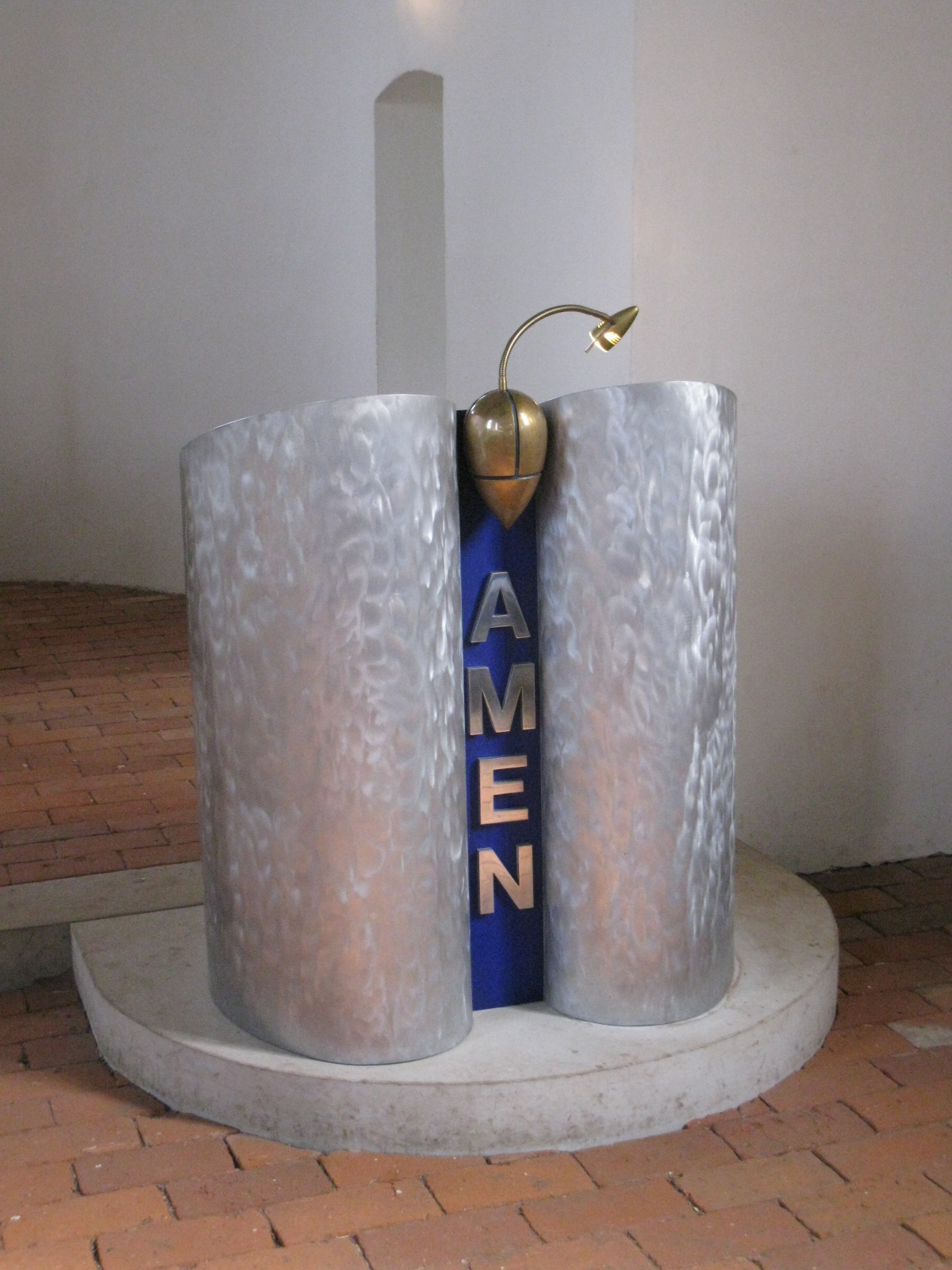
Die Kanzel mit der Aufschrift „AMEN“ und der Leselampe in Mausform
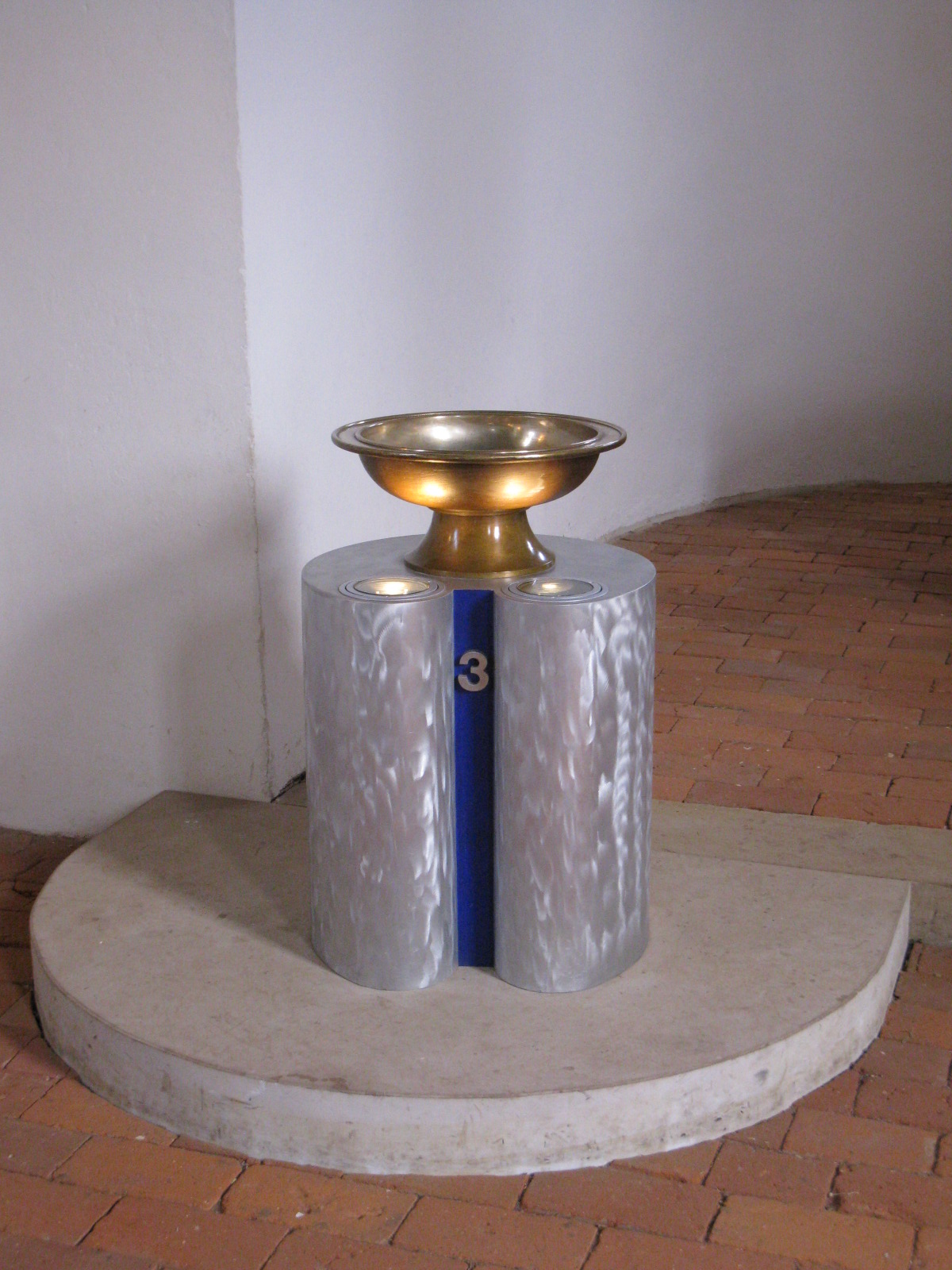
Die Taufe auf dem Sockel mit der „3“, auf den auch eine Vase gestellt werden kann
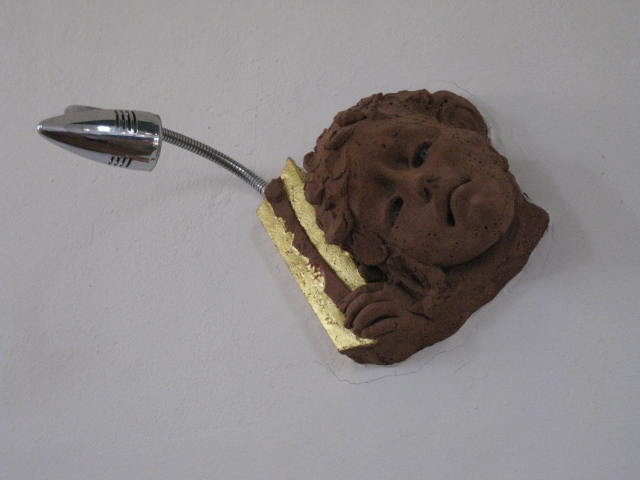
Kopf eines betenden Engel über der Sakristeitür
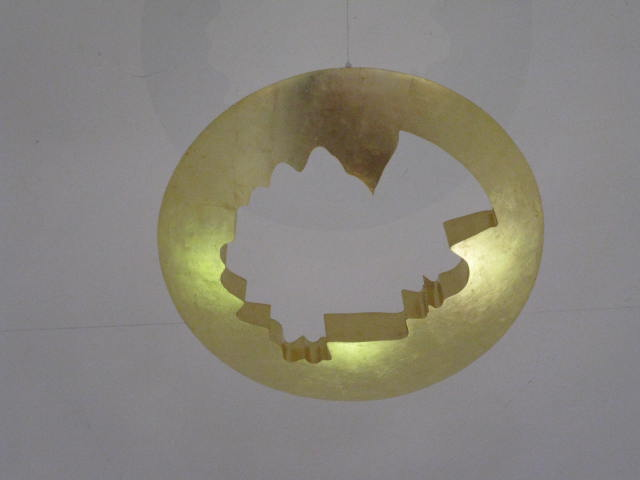
Vergoldete Scheibe mit den Umrissen des Christuskopfes
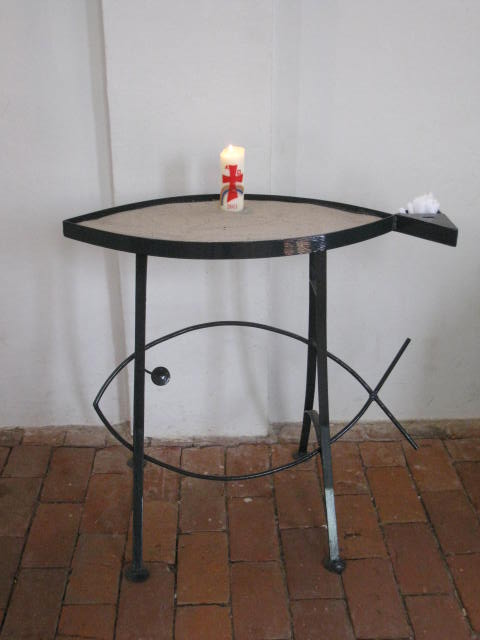
Ein Gebetskerzenständer in Fischform

### Reliefs an den Kirchenwänden
Die Wände rechts und links im Kirchenschiff zeigen zwei jeweils dreiteilige von Jürgen Goertz gestiftete Reliefzyklen.
Der Reliefzyklus „Auf dem Wege zu Gott“ teilt sich in die drei Themen „Anfang des Lebens“, „Mitte des Lebens“ und „Ende des Lebens“. Das Kind in „Anfang des Lebens“ stellt Eva, die Tochter des Künstlers, dar. Mit dem umschlungenen Paar in der „Mitte des Lebens“ hat sich Jürgen Goertz mit seiner Frau Christa selbst dargestellt. Die im Sterbebett liegende Frau am „Ende des Lebens“ ist seine Mutter.
Die eigens für die Kirche geschaffene auf der rechten Seite befindliche Reihe „Vertreibung aus dem Paradies“ besteht aus den drei Reliefs „Sündenfall“, „Ausrottung“ und „Apokalypse“.

### Orgel

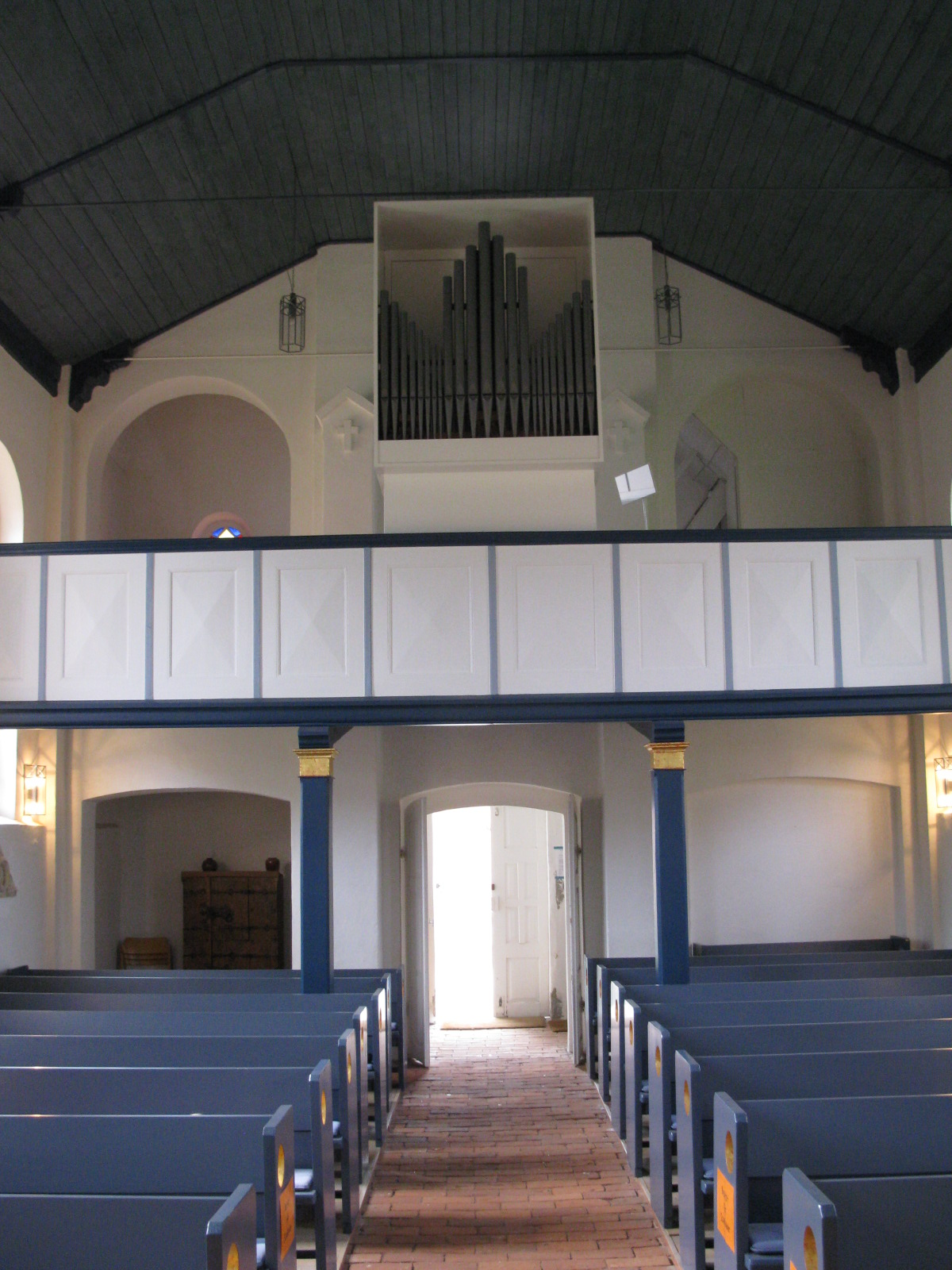
Orgel und Orgelempore

Im Jahre 1967 erbaute die Orgelbaufirma Alfred Führer, Wilhelmshaven, eine neue Orgel mit Schleifladen und mechanischer Traktur.
Die klangliche Konzeption basierte auf den Vorstellungen der sogenannten „Orgelbewegung“. Das einmanualige Instrument erhielt ein angehängtes Pedal, mit dem die Manualstimmen auch vom Pedal aus spielbar sind. Ein selbstständiges Pedalregister (Subbaß 16′) fehlt bis heute.
Im Sommer 2010 überarbeitete OBM Martin ter Haseborg die Orgel.
Die Disposition der Orgel:
| Manual C–g3       |       |
| Gedackt           | 8′    |
| Principal         | 4′    |
| Rohrflöte         | 4′    |
| Waldflöte         | 2′    |
| Sesquialtera II D |       |
| Mixtur III        | 1 ⁄3′ |

| Pedal C–f1 |
| angehängt  |

## Umgebung der Kirche
Im Jahr 1793 ersetzte man das baufälliges Pfarrhaus durch ein neues großzügig angelegtes Fachwerkhaus, das im Lauf der Zeit als Pfarrwohnung, Viehstall, Küsterwohnung bzw. Flüchtlingsherberge nach dem Zweiten Weltkrieg dient und heute Gemeindehaus ist. Es ist ein typisches Vierständer-Fachwerkhaus und das zweitälteste Gebäude im Ort.
Seit 1957 gehört die Kirchengemeinde Krummasel zum Pfarramt Küsten. Ein neues Pfarrhaus wird 1962 gebaut. 2002 wird das Pfarramt der Gemeinden Küsten-Meuchefitz-Krummasel mit der Pfarrstelle der Gemeinden Zebelin und Wittfeitzen zusammengelegt. Der Pastor hat seinen Dienstsitz in Küsten.
1986 beginnt in Küsten eine Arbeitsloseninitiative des Kirchenkreises, woraus sich die Jugendwerkstatt Küsten entwickelt, das Pfarrwitwenhaus zu renovieren.
Ein Kinderspielkreis wird 1972 gegründet und hat seine Räume im Gemeindehaus. Der Kinderspielkreis wird 2011 in einen Kindergarten umgewandelt und zieht in das Pfarrwitwenhaus.
Am Eingang zum Kirchhof erinnert die Kirchengemeinde mit einem Wegweiser nach Gomel in Belarus an die Folgen der atomaren Verseuchung durch die Katastrophe von Tschernobyl am 26. April 1986.

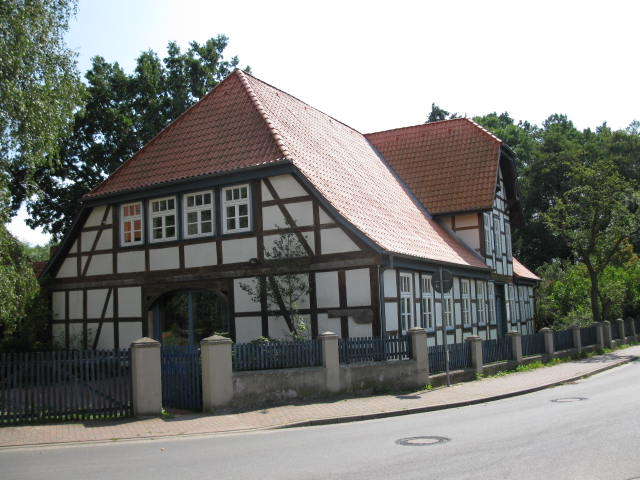
Das Gemeindehaus von 1793
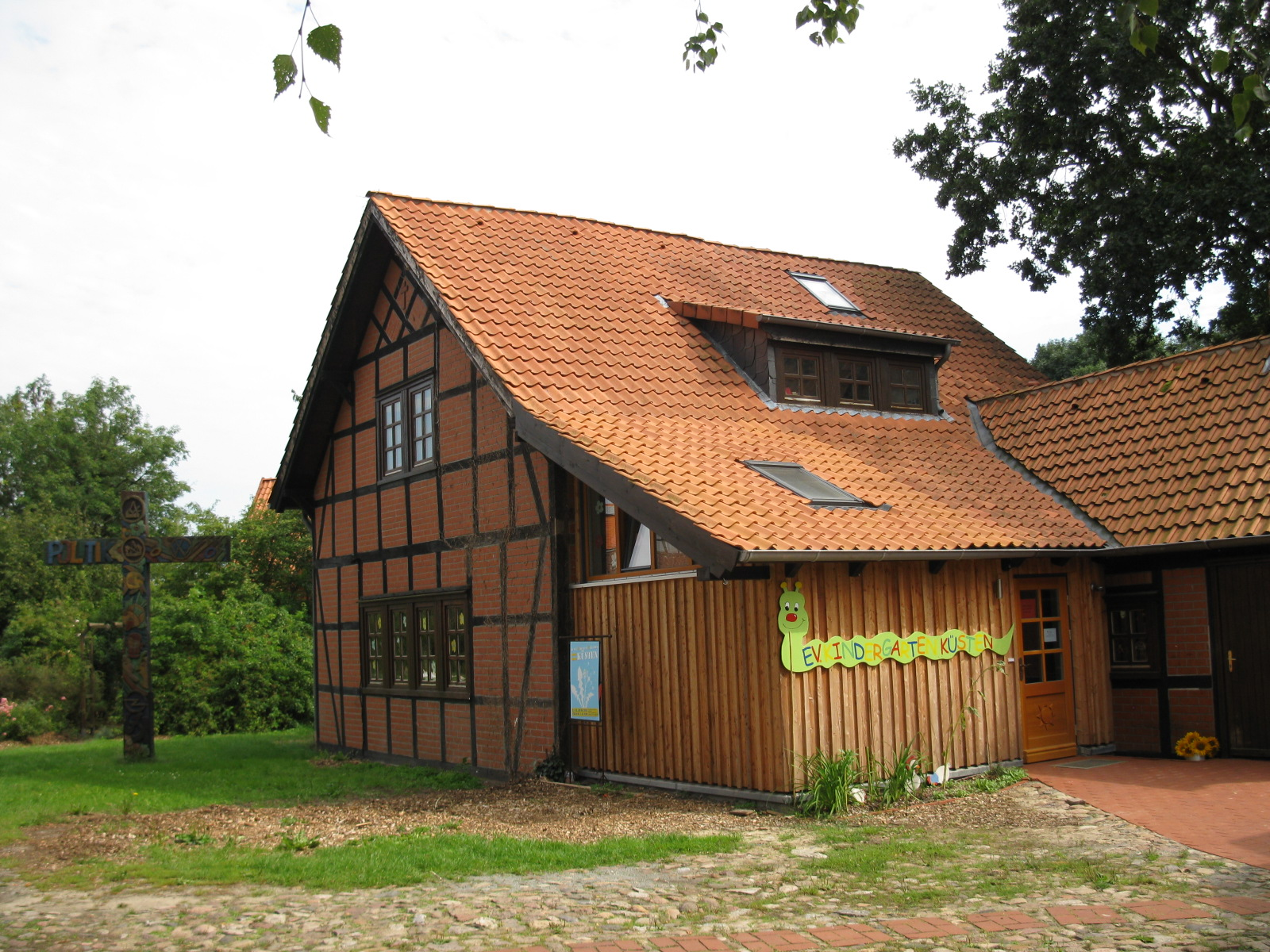
Der ev. Kindergarten im sog. Pfarrwitwenhaus
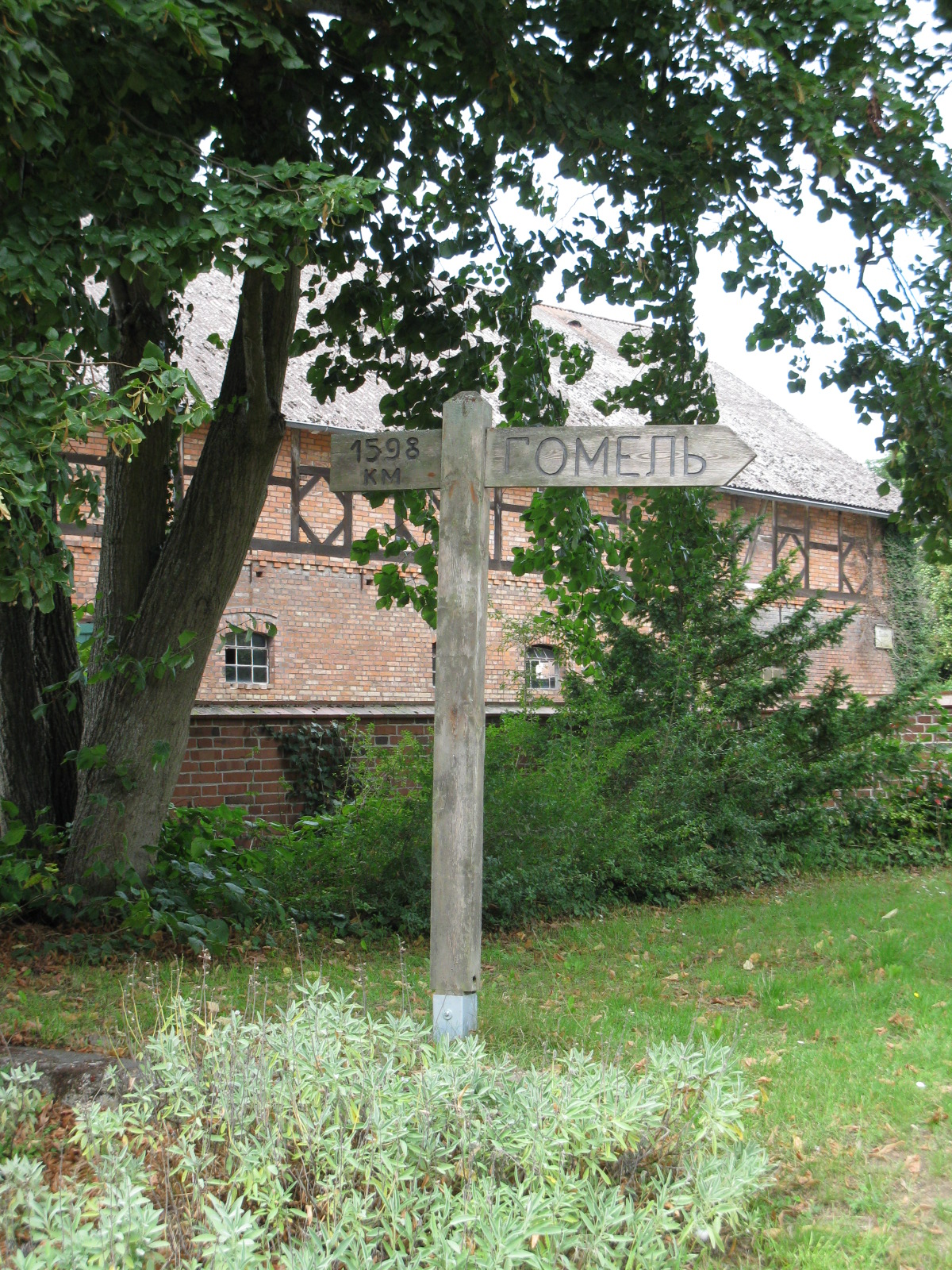
Wegweiser nach Gommel, erinnert an die Katastrophe von Tschernobyl
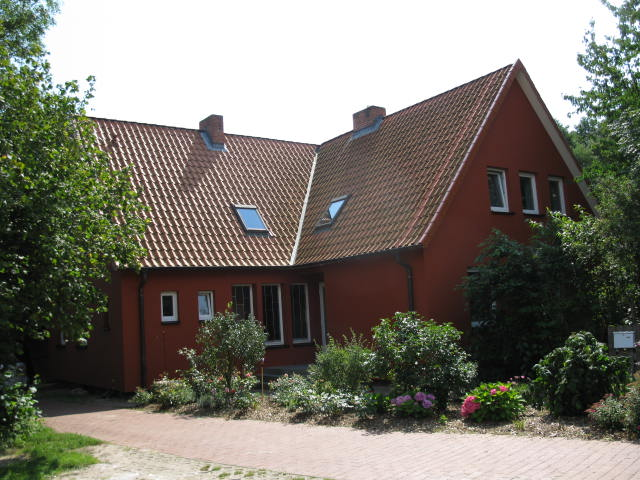
Das Pfarrhaus mit Gemeindebüro
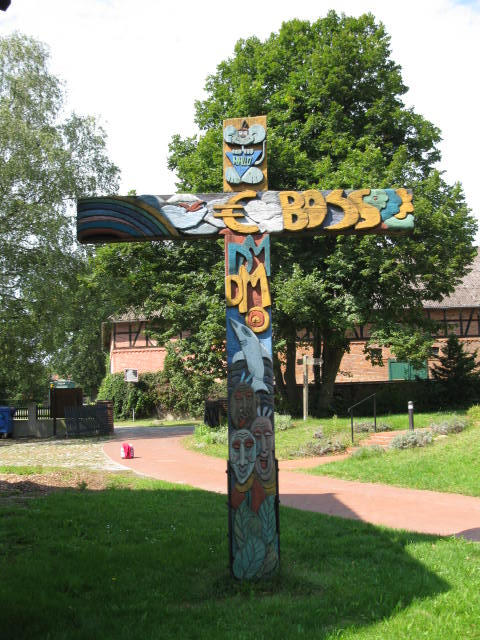
Die Rückseite des von der Jugendwerkstatt geschaffenen Kreuzes

## Verzeichnis der Pastoren seit der Reformation
Die Pfarrstelle Küsten-Meuchefitz ist seit 1600 fast durchgehend besetzt.
| Zeit      | Name                     | Anmerkungen |
| --------- | ------------------------ | --- |
| 1534      | Jürgen Pegelow           | Beginn und Ende der Pfarrzeit unbekannt                                                                         |
| 1543      | Johannes Krabbe          | |
|           | Ludolphus Belitz         | genaue Pfarrzeit nicht bekannt                                                                                  |
| 1568      | Johann Korke             | |
| um 1600   | Arnold                   | |
|           | Bolte                    | abgesetzt, genaue Pfarrzeit unbekannt                                                                           |
| 1634–1638 | Nikolaus Dumsal          | |
| 1638–1639 | Erhard Rathmann          | abgesetzt |
| 1639–1651 | Schwarze                 | Vertretung, Pastor in Zebelin                                                                                   |
| 1651–1674 | Joachim Krüger           | gestorben in Lüchow                                                                                             |
| 1674–1682 | Johann Heinrich Weber    | versetzt nach Schnackenburg                                                                                     |
| 1682–1685 | Johann Ernst Mack        | aus Celle, versetzt nach Hitzacker                                                                              |
| 1685–1688 | Julius Johann Wildes     | aus Celle, versetzt nach Predöhl                                                                                |
| 1688–1698 | Martin Baumgarten        | |
| 1699–1728 | Johann Joachim Wiesel    | aus Uelzen |
| 1728–1742 | Johann Christian Wiesel  | Sohn von Johann Joachim Wiesel, versetzt nach Bülitz                                                            |
| 1742–1749 | P. J. Haber              | versetzt nach Radegast                                                                                          |
| 1749–1755 | Ludolph C. Benkendorf    | gestorben am 20. Februar 1755                                                                                   |
| 1755–1768 | Heinrich C. Oldekop      | aus Breselenz, versetzt nach Groß Solschen                                                                      |
| 1768–1781 | Christian W. Danckwerts  | aus Lüchow, dann Isenbüttel, zuletzt Amelinghausen, Vater von Justus Friedrich Danckwerts                       |
| 1781–1794 | Johann Heinrich Kunze    | aus Bardowick                                                                                                   |
| 1794–1829 | Georg Karl Brenner       | aus Celle, vorher Pastor in Hollenstedt, gest. 11. Mai 1829 in Küsten                                           |
| 1829–1837 | Ernst Konrad H. Beneken  | geb. 1796 in Soltau, 1822–1829 Pfarrer in Thomasbruch, versetzt nach Hankensbüttel, dort 1838 verstorben        |
| 1837–1840 | Heinrich August Exner    | geb. 18. Dezember 1798 in Hannover, 1826–1837 Pfarrkollaborator in Bergen an der Dumme, gest. 30. August 1840   |
| 1840–1871 | Georg H. Wahrenburg      | geb. 6. September 1806 in Knesebeck, 1833–1840 Pfarrkollaborator in Predöhl, gest. 28. April 1871               |
| 1871–1890 | Hermann Georg Steinhöfel | geb. 1. August 1832 in Scharnebeck, gest. 6. Februar 1890 im Krankenhaus Dannenberg                             |
| 1891–1895 | Christian G. Grünewald   | geb. 2. November 1864 in Harburg, vorher Pastor coll. in Stelle (Lüneburg), versetzt nach Obershagen (Uetze)    |
| 1895–1932 | Georg Wilhelm H. Behrens | geb. 8. März 1866 in Einbeck, vorher Pastor coll. in Wittingen, gest. 1. Januar 1935 in Küsten                  |
| 1933–1946 | Julius Karl Thimme       | Pastor in Satemin, mit der Versehung der Pfarrstelle beauftragt                                                 |
| 1946–1953 | Otto Jablonski           | Vakanzvertreter, geb. 1885 in Ostpreußen, vorher Superintendent in Deutsch-Eylau, versetzt nach Krummasel       |
| 1953–1958 | Willi Schulz             | Vakanzvertreter, geb. 1. März 1907 in Küsten als Sohn eines Gastwirtes, Pastor in Zebelin                       |
| 1958–1964 | Werner Wahnbaeck         | geb. 4. August 1925, Pastor coll., versetzt nach Geisweid (Kreis Siegen), gest. 20. Oktober 2009 in Wilnsdorf   |
| 1964–1966 | Woldert                  | Vakanzvertreter, Pastor an der St.-Marien-Kirche in Plate                                                       |
| 1966–1979 | Richard Rose             | danach Pastor am Dom in Bardowick                                                                               |
| 1979–1982 | Karla Schmidt-Gieseking  | danach Pastorin in Syke                                                                                         |
| 1982–1983 | Doris Schmidtke          | Vakanzvertreterin, Pastorin in Zebelin und Wittfeitzen, dann Superintendentin im Kirchenkreis Georgsmarienhütte |
| 1983–1992 | Werner Klipp             | vorher Pastor in Bodenteich                                                                                     |
| 1992–1994 | Friedemann Pannen        | danach Uetze (Johannes der Täufer), heute Superintendent im Kirchenkreis Osnabrück                              |
| 1995–2004 | Thomas Anselm Müller     | vorher Pastor in Altenmedingen                                                                                  |
| seit 2004 | Bernd Paul               | |